# 火焰之纹章 晓之女神
《火焰之纹章 晓之女神》是一款由Intelligent Systems制作、任天堂發行的戰略角色扮演遊戲。本作是火焰之纹章系列的第十款作品，以及前作《蒼炎之軌跡》的直接續篇，同時也是系列中唯一發行於Wii的一作。劇情承襲前作結尾，並分為四部分，各部故事均以不同派系的角色為核心。遊戲玩法遵循系列傳統，每場戰鬥都在網格狀地圖上進行，當玩家角色被敵方擊敗便會永久死亡。
前作取得成功後，開發團隊在2005年便著手開發本作。團隊注意到火焰之紋章系列連帶的硬件銷售能力，因此他們選擇在當時仍處於開發階段的Wii上發行新作，從而達到在遊戲發行時同時促進軟硬件銷量的目的。這亦是團隊首次將故事結構分拆的敘事模式融入到系列遊戲內。自2007年起，遊戲先後在日本、北美、歐洲、澳洲等地發行。遊戲開賣後，其故事、玩法和節奏備受遊戲評論家們的好評，但亦有部份批評遊戲圖形、難度過高和缺乏Wii的運動傳感器功能。遊戲銷量最終未能達到開發團隊和任天堂的預期，以致團隊重投掌上遊戲機的懷抱，直到2019年《火焰之紋章 風花雪月》才再度在家用遊戲機平台上出現。

## 玩法

遊戲畫面，顯示了敵我雙方單位、我方單位移動及攻擊距離、任務目標及經過回合數目等資料

《火焰之紋章 曉之女神》是一款戰略角色扮演遊戲，故事背景承襲前作《蒼炎之軌跡》，設於特流士大陸上。遊戲跟隨系列傳統，每場戰鬥都在網格狀地圖上進行，戰鬥系統採用回合制，以我方、敵方、友方的排序進行回合交替。遊戲亦保留了前作的遊戲機制。可玩角色方面，除了遊戲的原創角色外，前作的大部分角色都會登場。另外，玩家可透過GameCube記憶卡把前作的通關數據轉移至本作上，使部份前作角色獲得能力加乘。玩家亦可透過此舉在本作上存取查看前作角色之間的對話。遊戲的支援系統有別於前作，有助提升角色好感度的特殊對話不再限定於特定角色之間，惟每個角色只能擁有一段提升好感度的關係。遊戲另設羈絆輔助，當特定角色彼此相鄰便會獲得數值加乘。此外，在玩家轉移前作通關數據前，假若角色已獲得A級支援關係，這些角色亦能在本作獲得數值加乘。
遊戲情節覆蓋多方面，加上缺乏固定主角，使玩家能控制不同派系角色。在遊戲後期階段，玩家甚至能與此前控制的敵方單位作戰。雖然遊戲採用永久死亡設定，但玩家仍可在遊戲後期控制一些曾在戰鬥中被擊敗的友方單位和敵方單位。遊戲新增了與角色發展相關的新功能，例如貝歐克（人族）能兩度晉升兵種，並會按照其兵種獲得對應特殊技能。拉古茲（獸族）亦有相應提升，包括最高等級增至40級，增強獸族角色處於人形時的能力值和戰鬥力，以及新增狼型獸族。
與前作一樣，遊戲設有三種難度選項，其中日語版提供普通、困難、瘋狂難度，而英語版則提供簡易、普通、困難難度。另外，英語版在簡易和普通難度內增設戰鬥中存檔功能。遊戲戰鬥系統亦有修改。角色單位在地圖戰鬥時具海拔優勢，位處地勢較高的一方將會獲得更強攻擊力和更高準繩度。遊戲引入最高級別的SS級武器，角色的武器熟練度須到達一定程度才能使用該等級武器。弓箭手在以往的系列遊戲不能攻擊相鄰單位，但遊戲引入了弩及其他類型的弓箭，使弓箭手能攻擊相鄰和遠處單位。除了原本的武器和魔法三角系統，遊戲亦重新引進曾經在早期系列作品出現的暗黑魔法，以建立第二個魔法剋制系統。

## 故事
遊戲故事設定在前作《蒼炎之軌跡》的三年後，地圖同樣沿用特流士大陸。劇情分拆為四部，每部內容均具有起承轉合，並會從不同陣營的角色視點切入故事。
第一部題為《曉之巫女》（暁の巫女）。狂王戰爭結束後三年，勝利的克里米亞王國和落敗的戴因王國仍處於重建過程。克里米亞王國由當時加冕成為女王的艾琳西婭治理，但戴因王國因缺乏合適的繼任者，而繼續由貝格尼昂帝國佔領軍管治。然而，佔領軍在腐敗的帝國元老院的指示下，對戴因王國實施高壓統治，戴因人民因此經常受到壓迫。各類反抗組織應運而生，包括由米卡雅和薩札組成的義賊集團「曉之團」。米卡雅擁有治癒和預知等不可思議的能力，人稱「曉之巫女」。好景不常，他們被佔領軍發現並被趕離王都，被迫逃往北方沙漠。在沙漠中，曉之團遇見舊賽利諾斯王國的第一王子拉菲魯，以及哈塔莉王國女王妮凱，此兩族已在大陸上消失上千年。不久，曉之團亦找到狂王遺孤佩雷亞斯、參謀伊蘇卡及漆黑騎士三人，並與之結盟。後來，曉之團發動針對佔領軍的游擊戰，釋放被困於戰俘營的戴因士兵，並贏得人民的信任。米卡雅一戰成名，戴因人民稱她為「銀髮少女」。戴因人民的困境最終傳到帝國皇帝莎娜琪的耳中，並把親信瑟菲蘭宰相指派往戴因協助佔領軍管治。元老院在面對質詢時否認一切指控，並把所有責任推到佔領軍司令賈羅德將軍身上，後者則在戴因解放軍奪回王都期間被殺。另一邊廂，伊蘇卡在全員不知情的情況下，誘使佩雷亞斯與元老院高級議員萊凱恩簽訂血契，一旦發動將會殺害大量戴因人民。
第二部題為《何為國何為王》（国とは王とは）。狂王遺孤出現的消息傳到克里米亞，艾琳西婭女王隨即宣佈佩雷亞斯是戴因的合法統治者。但是此舉令貴族十分不滿，連同之前放棄索賠與統治戴因王國的決定，貴族的反對聲浪與日俱增。仇恨克里米亞的敵人正在重建，這種恐懼感亦在克里米亞社會的各個層面上萌芽蔓延。盧德維克公爵不滿女王的政策，認為她十分軟弱，於是以國內的緊張局勢為契機圖謀反叛，計劃佔領王都並取而代之成為國王。得知盧德維克的計劃後，王家騎士團突襲並佔領了其城堡，但豈料此舉為調虎離山，盧德維克正率領部隊圍攻女王城堡。在王家騎士團的努力與格萊爾傭兵團的協助下，成功挫敗盧德維克的陰謀。盧德維克試圖以艾琳西婭摯友露西亞的安危來威脅她釋放自己，但露西亞後來被前作主角艾克及其麾下的格萊爾傭兵團救出。在艾克離開前，艾琳西婭告知他漆黑騎士再度出現在戴因王國的消息。
第三部題為《交換的誓言》（交わされし誓約）。流落在外的拉菲魯王子重回賽利諾斯王國，指控當年的大屠殺是帝國元老院的陰謀。拉古茲各國後來向帝國派遣使者要求解釋，卻被帝國一方斬殺，各國因而組成聯軍並決定向帝國宣戰。當艾克回到傭兵團總部後，他與傭兵團便受聘加入拉古茲的陣線。艾克率領聯軍與帝國軍總司令官塞爾吉烏斯指揮的部隊展開激戰。局勢迅速升級，即將演變成世界大戰，並可能喚醒會讓世界陷入混亂的負之女神芸娜。帝國以血契脅迫戴因王國加入戰場，又以同樣招數逼迫奇爾沃斯王國（鴉之民）背叛拉古茲陣營。佩雷亞斯要求米卡雅殺死自己，從而把王國從血契之中解放出來。但即使米卡雅殺死佩雷亞斯，血契亦不會消失，只會轉移至她身上。妮凱女王和格魯多亞王國（龍鱗族）的王子庫特納加得知戴因王國的困境後，選擇與他們站在同一陣線。同時，帝國開始襲擊克里米亞村莊來獲取補給，此舉把克里米亞王國拉入戰場。而皇帝莎娜琪則逃離元老院的控制，並與忠於她的保皇派士兵一同加入拉古茲陣營。大戰繼而發生，積聚在世間的「負之氣」開始喚醒芸娜，但被米卡雅以「解放之咒歌」提前復活，而芸娜的甦醒亦喚醒正之女神亞絲塔爾蒂。
第四部題為《神與人》（神と人）。亞絲塔爾蒂甦醒後看到世界陷入嚴重紛爭，隨即降下神罰，石化世上所有人族和獸族，只有強大的戰士和兩族混血兒才能生存。衪決定人類不配生存且必須被消滅，並為此招募了帝國元老院。在芸娜的帶領下，聯軍兵分三路前往亞絲塔爾蒂所在的導引之塔。旅程途中揭示了一些關於世界和以前衝突的內情。貓之民戰士萊伊透露漆黑騎士的真正身份是塞爾吉烏斯。如果佩雷亞斯倖存，伊蘇卡將會透露他並非狂王的兒子，只是一個不知情的孤兒，旨在把戴因王國置於帝國的統治之下。芸娜亦透露混血兒是褻瀆女神以及須鏟除他們等古老說法全屬謊言。在導引之塔內，聯軍清除了腐敗的元老院議員，把戴因王國和奇爾沃斯王國從血契中解救出來。另一邊廂，艾克亦成功擊殺塞爾吉烏斯。聯軍到達亞絲塔爾蒂所在地的門前，卻被瑟菲蘭阻撓。瑟菲蘭隨後公開自己的真實身份：曾經在千年前支援三英雄對抗負之女神的鷺之民萊蘭，亦是與正之女神訂下和平誓約的其中一人。瑟菲蘭指賽利諾斯大屠殺摧毀了自己對人性的信仰，因而策劃了狂王戰爭和人獸衝突企圖毀滅世界。擊敗瑟菲蘭後，芸娜賦予艾克力量，艾克以此擊敗亞絲塔爾蒂，拯救被石化的人類。
事件過後，米卡雅得知她是莎娜琪失散已久且推定死亡的姊姊，並在佩雷亞斯（如果他仍然存活）及戴因王國民眾的支持下就任戴因國王。艾克則離開大陸，從此再沒出現。數百年後，亞斯塔蒂娜會與其半身芸娜融為一體，重新成為「曉之女神」亞斯塔蒂娜。玩家在進行在第二輪遊戲時可以拯救並使瑟菲蘭加入己方隊伍。在這種情況下，瑟菲蘭會在結局時向亞斯塔蒂娜打招呼，並透露大陸將再次陷入戰火，而亞斯塔蒂娜則下定決心保護人民。

## 開發
經歷《烈火之劍》和《聖魔之光石》的在地化，當《蒼炎之軌跡》在2005年發行時，火焰之紋章系列已成功在海外站穩腳跟。Intelligent Systems的開發團隊希望在家用遊戲機上延續《蒼炎之軌跡》的故事，但由於任天堂GameCube變得冗餘，他們不打算在該機種上發行。相反，開發團隊看到火焰之紋章系列連帶的硬件銷售能力，因此他們選擇在當時仍處於開發階段的Wii上發行新作。2005年5月，開發團隊正式着手遊戲的開發工作，同月任天堂亦公佈次世代遊戲機Wii的代號。為了盡量接近次世代遊戲機的發售時間，開發團隊提早進行開發工作，從而達到在遊戲發行時同時促進軟硬件銷量的目的。這是系列歷史上首次有開發人員嘗試這類事情。另外，開發團隊還決定讓新作成為Wii平台獨佔，而非製作適用於Wii和任天堂GameCube的版本，主要原因是遊戲圖形無法在後者上運行，而且它的性能會為Wii平台作品的表現力拖後腿。開發團隊亦指火焰之紋章系列是從紅白機上開始，加上遊戲具有許多詳細參數，因此他們希望在家用遊戲機上發布作品。遊戲沒有應用Wii的運動傳感器功能，因為它對遊戲設計來說屬不必要。開發期間團隊曾考慮Wii的Wi-Fi兼容性，確保它具有下載可下載內容等功能，但最終被遊戲平衡和技術方面的困難阻止了這個想法的發酵。
與前作同樣，遊戲的CGI過場動畫由日本動畫公司Digital Frontier製作。製作人數由《蒼炎之軌跡》時的100人增至200人，當中一半人負責遊戲內的動畫，另一半負責過場動畫。針對過場動畫，開發團隊認為前作利用它專注在角色上是錯誤做法，因此要求Digital Frontier展示更史詩式場景，而不僅僅是專注於角色。過場動畫中的所有角色動作均以動作捕捉技術製成，每個角色平均需要100至150個動畫。
雖然遊戲故事是前作《蒼炎之軌跡》的延續，但前作編劇並未有為續作開發而故意留下懸念。開發團隊把遊戲故事分為四部分，玩家在各個部分均能操縱不同的角色，即使沒有接觸前作的新玩家亦能容易了解整個故事。開發團隊的目標是向玩家呈現一個龐大而複雜的世界，最初他們打算把故事分為三部分，後來改變主意把故事改成現時的結構。這是開發人員首次將這類故事結構融入到火焰之紋章系列遊戲中。根據《蒼炎之軌跡》的反饋，角色對話稍微粗糙，即使在戰鬥期間對話仍維持著不應有的冷靜和文化修養。與前作相比，遊戲角色總數增加約1.5倍。為了讓玩家簡易地明白角色之間的關係，開發團隊引入了角色關係圖。遊戲字幕不時提及故事背景設定，例如是一個貫穿兩作的關鍵角色和特流士大陸的誕生。開發團隊亦打算在本作繼續描繪在前作中探索的衝突主題。在遊戲的主體顏色上，開發團隊採用了紅色而非前作的藍色。曾擔任前作角色設計的插畫家北千里以相同身份回歸。

## 評價
遊戲普遍獲得正面評價。遊戲評論網站Metacritic基於36條評論給予遊戲78/100的評價。在《FAMI通》四位評論家的交叉評論內，遊戲在40分滿分中獲得33分。數位評論家均讚賞遊戲玩法、戰鬥和節奏，部分更指若玩家曾遊玩前作將能更享受本作故事。《游戏机实用技术》的交叉评论中，三位编辑均打出9分。编辑称游戏革新颇大，但也暴露了平衡性不足、部分角色存在感较弱等问题。数位编辑称赞游戏角色丰富、成长率高、战场敌人多，战斗极为爽快。1UP.com的邁克爾·杜納霍（Michael Donahoe）把遊戲評為A級，指它是款優秀的策略遊戲，擁有令人上癮的戰略核心，足以彌補低劣的視覺效果。但杜納霍同時批評遊戲的戰鬥中存檔功能幾乎是褻瀆整個系列，指任天堂可能意識到遊戲對於休閒玩家來說過於硬核，才加入此功能。GameSpot的拉克·安德森（Lark Anderson）給予遊戲6分，他指遊戲難度頗高，即使玩家可在戰鬥途中存檔，但它仍可碾壓經驗豐富的老玩家，而玩家則會漸漸被迫依賴存檔功能，最終大幅降低整體遊戲體驗。Eurogamer的凱莎·麥唐諾（Keza MacDonald）給予遊戲7分，稱讚遊戲的深度和精緻度，但故事則在遊戲發展下變得複雜和難以理解。RPGamer的布萊恩·鮑萊特（Bryan Boulette）給予遊戲4.5分，指遊戲可能不是視覺上的強者，但它的設計出色、音樂動人、故事引人入勝，絕對是戰略角色扮演遊戲的傑作。部分評論家批評開發團隊選擇不採用Wii運動傳感器功能的決定，但RPGamer的鮑萊特反指遊戲提供了一種傳統體驗，而不是為改變而改變，此舉「值得慶幸」。《官方任天堂雜誌》的錢德拉·奈爾（Chandra Nair）同樣稱讚遊戲玩法和系統，但指遊戲與前作過於相似，甚至是「拒絕向前邁進」。而雜誌《Hyper》的尤里·斯佩德菲（Yuri Spadeface）則稱讚遊戲的「深度策略和難度」，但同時批評遊戲的永久死亡設定「無情」，指它「不是一款真正的Wii遊戲」。
部分評論家讚賞遊戲在玩法方面的改進，例如是武器鍛造系統和第二個魔法剋制系統等，令玩家可更容易挑戰各關卡。但是，遊戲系統的其他變化（例如是支援系統）則不太受評論家的歡迎。其中，GameSpot的評論指支援系統的特殊對話已經「大幅減少至僅餘戰場上的嘮叨」。而RPGamer的評論則表示，雖然從遊戲系統的角度來看支援系統的確有很大改進，但從故事角度來看這類角色間的對話無疑是顯著減少。1UP.com的杜納霍稱讚遊戲長度和可玩角色數量，但指獸族角色仍然不太好用，而且他們亦無法像其他人類角色一樣晉升兵種。雖然以往的火焰之紋章系列遊戲因其情節和人物塑造而受到讚賞，但GameSpot的安德森反指這次的遊戲故事「可笑」，反派亦陳腔濫調和單維。相反，RPGamer的評論則稱讚開發團隊透過切換主角來改變遊戲視角，感覺上令到故事的覆蓋範圍更廣。
遊戲呈現方面，IGN的馬克·博宗（Mark Bozon）讚揚開發團隊使用全動態影像和配音，並表示這類呈現方式在電子遊戲上較為少見，但他指團隊應把配音應用於整個遊戲而非部分場景。RPGamer的鮑萊特亦讚揚遊戲的配音，儘管數量不如傳統角色扮演遊戲那麼多。遊戲音樂得到許多評論家的正面評價。GameSpy的杰拉爾德·維洛里亞（Gerald Villoria）把系列作曲家辻橫由佳創作的配樂稱為「非常好的作品」。RPGamer的鮑萊特則指配樂具有飛揚的管弦樂風格，一些戰鬥音樂亦完美地突出了玩家所處的危險戰鬥。然而，多位評論家指出遊戲的視覺效果與前作非常相似。GameSpot的評論指本作的遊戲圖形幾乎沒有改進。Eurogamer的評論甚至指遊戲的視覺效果與前作完全相同。GameSpy的評論則表示遊戲的視覺效果「並不令人興奮」，但對遊戲界面和運鏡角度表示歡迎，指「戰略遊戲通常應先著重功能，再著重其呈現方式，但本作兩者兼得。」

## 影響
雖然開發團隊為遊戲增加了許多變動（例如是暗黑魔法的回歸及角色的範圍數量），但日本國內的銷量僅為17.2萬份。這促使開發團隊重投掌上遊戲機的懷抱，直到2019年《火焰之紋章 風花雪月》才再度在第八世代家用遊戲機任天堂Switch上出現。

## 外部連結
- 日本版官方網站 （页面存档备份，存于） （日語）
- 北美版官方網站 （页面存档备份，存于） （英文）